# Rachela Auerbach
Rachela Auerbach (ur. 18 grudnia 1903 w Łanowcach k. Tarnopola, zm. 31 maja 1976 w Tel Awiwie) – polska i izraelska pisarka, historyczka, tłumaczka i psycholożka narodowości żydowskiej, pisząca w języku polskim, jidysz i hebrajskim.

## Życiorys
Absolwentka lwowskiego gimnazjum im. Adama Mickiewicza oraz Uniwersytetu Jana Kazimierza – w zakresie filozofii i prawa. Debiutowała w latach 20. pisanymi w języku polskim wierszami, opublikowanymi na łamach lwowskiej gazety „Chwila”. Współpracowała z wieloma czasopismami jidysz i polskimi. W 1933 roku przeniosła się ze Lwowa do Warszawy, gdzie związała się z poetą Icykiem Mangerem, aż do czasu jego wyjazdu z Polski w 1938 roku.
Podczas II wojny światowej przebywała w getcie warszawskim, gdzie kierowała przez trzy lata kuchnią ludową przy ul. Leszno 40. Współpracowała z Emanuelem Ringelblumem. Członkini zespołu Oneg Szabat; napisała pracę na temat funkcjonowania kuchni ludowej oraz składała sprawozdania dotyczące warunków życia w getcie. Po wydostaniu się na aryjską stronę (9 marca 1943) działała pod fałszywym nazwiskiem Aniela Dobrucka i pracowała w Radzie Pomocy Żydom „Żegota”. Z tego okresu pochodzi jej poemat Jizkor o wymordowanej młodzieży żydowskiej. Następnie ukrywała się wraz z dużą grupą Żydów w warszawskim zoo, gdzie doczekała zakończenia wojny.
Po wojnie pozostała w Warszawie. Pracowała w Centralnej Żydowskiej Komisji Historycznej, w której zajęła się dokumentacją czasów Holokaustu. Wyniki swoich badań opublikowała w licznych artykułach prasowych oraz dwóch książkach w języku jidysz: Na polach Treblinki (1947) i Żydowskie powstanie – Warszawa 1943 (1948). Była konsultantką filmu Ulica Graniczna (1948) w reżyserii Aleksandra Forda.
W 1950 roku wyemigrowała z Polski, udając się do Londynu, skąd następnie wyjechała do Izraela. Tam podjęła pracę w Instytucie Jad Waszem w Jerozolimie, gdzie stworzyła dział zbiorów świadków oraz prowadziła badania nad losami getta warszawskiego. 
Odegrała znaczącą rolę w przygotowaniu dokumentacji do procesu Adolfa Eichmanna w Jerozolimie w 1961 r.
Zmarła w Tel Awiwie w 1976 w wieku 72 lat. Została pochowana na cmentarzu Kirjat Sza’ul. 

## Upamiętnienie
W sierpniu 2023 roku dotychczasowemu skwerowi Mieczysława Dawida Apfelbauma na warszawskim Muranowie nadano imię Racheli Auerbach.

## Twórczość
- 1974: Warszawskie testamenty
- 1963: Powstanie w getcie warszawskim
- 1954: Nasze podwórka Warszawy
- 1948: Żydowskie powstanie
- 1947: Na polach Treblinki
- 1946: Treblinka